# When You Walk in the Room
When You Walk in the Room è un brano scritto e portato al successo nel 1963 da Jackie DeShannon.
Fu poi reinterpretato dai The Searchers nel 1964 e ancora da innumerevoli altri artisti negli anni a venire, fra cui The Rokes che ne fecero una cover intitolata C'è una strana espressione nei tuoi occhi.

## Tracce
1. When You Walk in the Room (Short Version) - 3:06 - (J. DeShannon)
2. Tilting at the Mill - 3:26 - (Bown/Rossi/Parfitt/Edwards/Rich)
3. When You Walk in the Room (Long Version) - 4:09 - (J. DeShannon)

## Formazione
- Francis Rossi (chitarra solista, voce)
- Rick Parfitt (chitarra ritmica, voce)
- Andy Bown (tastiere, chitarra, armonica a bocca, cori)
- John 'Rhino' Edwards (basso, voce)
- Jeff Rich (percussioni)

## Cover

### Status Quo
Fu inciso dalla rock band inglese Status Quo e pubblicato come singolo nell'ottobre del 1995. La canzone anticipa la pubblicazione del pluridecorato album di cover Don't Stop in uscita nel febbraio del 1996.
Il singolo raggiunse il n. 34 delle classifiche inglesi.

### The Rokes
Fu incisa in italiano dalla band The Rokes e pubblicata, come singolo, nel 1965, con il titolo C'è una strana espressione nei tuoi occhi, testo italiano di Norman David "Shel" Shapiro, inserita nell'album The Rokes dello stesso anno (arc, SA 4).

### I Camaleonti
Fu incisa in italiano dalla band I Camaleonti e pubblicata l'11 febbraio 1967 nell'album Portami tante rose, con il titolo La mia voce, testo italiano di Mogol e Ricky Gianco.